# Theater Bellevue

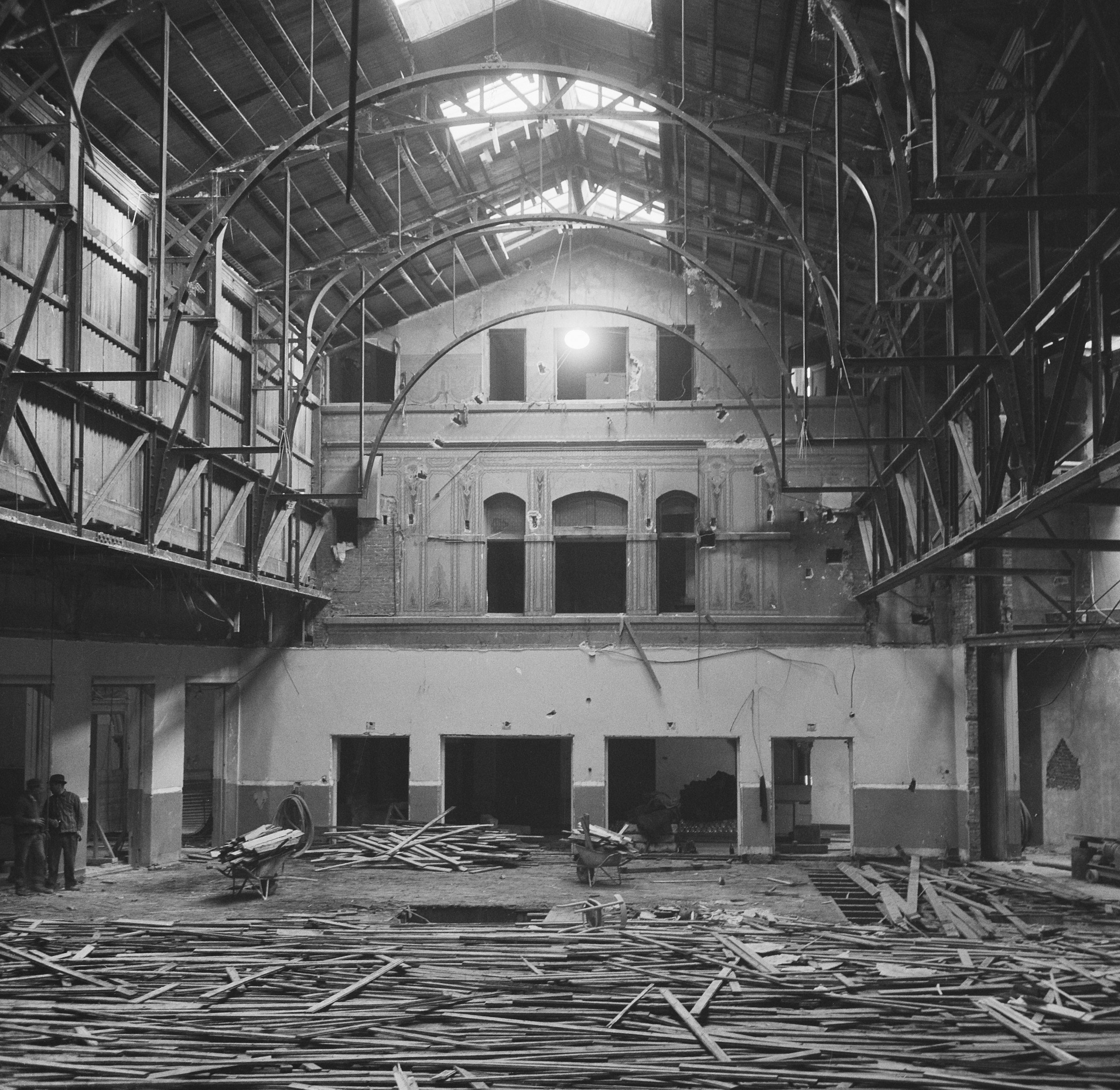
Verbouwing Bellevue voor NTS-studio in 1965

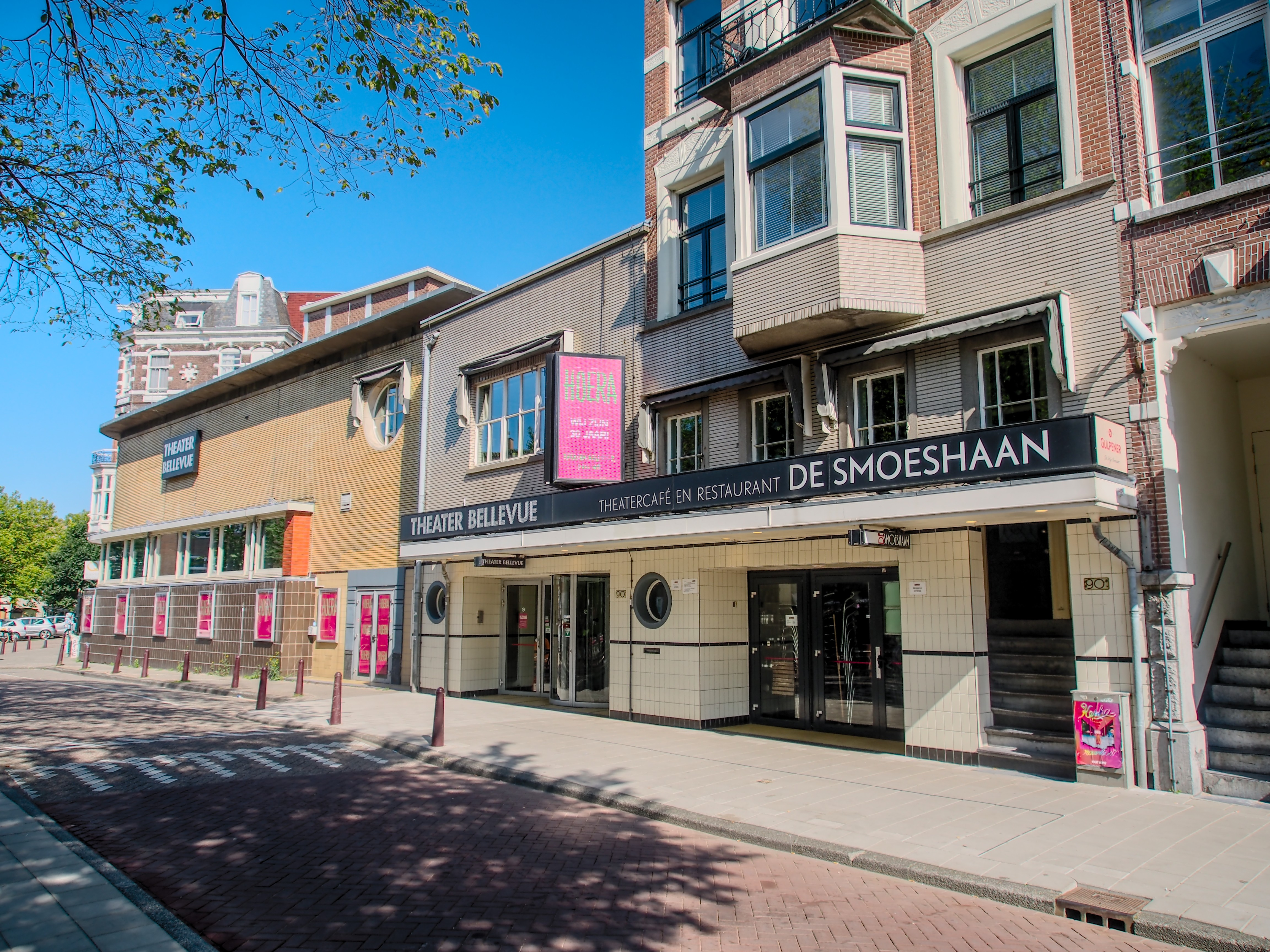
Bellevue en De Smoeshaan aan de Leidsekade

Theater Bellevue is een theater met drie zalen aan de Leidsekade in Amsterdam.

## Geschiedenis
Het oorspronkelijke gebouw aan de Leidsekade dateert uit circa 1840 en huisvestte twee sociëteiten: Concordia (alleen toegankelijk voor heren) en Bellevue (ook voor vrouwen en kinderen). De eerste voorzitter van Sociëteit Bellevue was de schrijver Jacob van Lennep.
Het gebouw kwam in handen van de heer Stroucken, die Eduard Cuypers in 1881 en 1885 opdracht gaf voor een uitbreidingsplan met bebouwing onder andere aan de Marnixstraat. Het werd omgedoopt in Maison Stroucken. Het gebouw had in die tijd vooral grote bekendheid als vergadercentrum. Veel grote politici uit die tijd, waaronder Ferdinand Domela Nieuwenhuis, spraken er hun kiezers toe. In 1899 werd de oude naam Bellevue in ere hersteld. Onder directeur Willem van Rijn werd Bellevue hét centrum van het Amsterdamse verenigingsleven. Er vonden toneelvoorstellingen plaats (met bals na), zomerconcerten, bokswedstrijden, examens, schoolfeesten en daarnaast nog steeds vergaderingen van politieke partijen.
Bij het uitbreken van de Eerste Wereldoorlog eiste het leger in 1914 Bellevue gedurende een jaar op als doorgangskazerne.
Op 15 december 1935 vond de laatste partij van het Wereldkampioenschap schaken 1935 plaats in Theater Bellevue. Aleksandr Aljechin bood bij de 40e zet remise aan. Max Euwe stond weliswaar 2 pionnen voor in een gewonnen stelling, maar Euwe accepteerde het aanbod en kroonde zich daarmee tot de nieuwe wereldkampioen schaken.
In 1938 vond een ingrijpende verbouwing plaats. Bellevue werd een amusementscentrum met vijf zalen (uitlopend in de Marnixstraat) en een restaurant ("Paloni"). De slogan ‘Bellevue alle zalen!’ was in die tijd synoniem met een groot feest; zelfs als het feest ergens anders werd gegeven.
In 1947 werd aan de kant van de Marnixstraat het Theater de la Mar, later Nieuwe de la Mar opgericht. Twee andere zalen aan de Marnixstraat werden verbouwd tot bioscopen ("Bellevue/Cinerama"). In 1965 bouwde de Nederlandse Televisie Stichting (voorloper van de NOS) de toneelzalen aan de Leidsekade om tot televisiestudio’s. Hier werden vanaf 22 september 1970 de eerste seizoenen van Toppop opgenomen.
In 1975 gunde de Gemeente Amsterdam het gebouw aan de Leidsekade aan Toneelgroep Centrum, waardoor Bellevue onderdeel werd van een belangrijk stuk naoorlogse toneelgeschiedenis in Nederland. Vanaf 1987 maakte Bellevue deel uit van de Theatercombinatie Bellevue/Nieuwe de la Mar. Het theater werd in 1997 opnieuw ingrijpend verbouwd, waarbij onder andere de Grote Zaal werd uitgebreid en de techniekcabines werden gerenoveerd. Ook de entree, hal, garderobe en Kleine Zaal (later "Klein Bellevue" genoemd) werden opgeknapt.
Na 58 jaar sloot het Nieuwe de la Mar Theater op 1 januari 2006 zijn deuren. Theater Bellevue bestaat sindsdien als zelfstandig theater.
Het inpandige theatercafé en -restaurant De Smoeshaan was voorheen een zelfstandig café, maar werd in 2013 overgenomen door Theater Bellevue. De naam werd bedacht door Toneelgroep-Centrumoprichter Egbert van Paridon en is ontleend aan Plautus' komedie De Smoeshaan. In 1968 werd deze geruchtmakende productie van Toneelgroep Centrum onzedelijk geacht en gold er, in Haarlem, een vertoningsverbod voor.

## Programmering
Theater Bellevue werkt nauw samen met enkele theatergezelschappen en theatermakers, zoals mugmetdegoudentand, Toneelschuur Producties, Golden Palace, De Toneelmakerij, De Hollanders, Orkater en Jakop Ahlbom.
In de Grote Zaal wordt voornamelijk toneel, muziektheater, moderne dans, mime, jeugdtheater en poppentheater geprogrammeerd. Klein Bellevue is dé springplank voor cabaret- en kleinkunsttalent. Speciaal voor de Paloni Zaal worden al ruim 25 jaar lunchvoorstellingen geproduceerd. Behalve eigen producties zijn hier ook regelmatig voorstellingen van andere gezelschappen en producenten te zien.
Theater Bellevue brengt daarnaast een aantal regelmatig terugkerende programma's, zoals BIES (het cabaret try-out podium in Klein Bellevue), Fluisterende olifanten (talkshow door Theodor Holman en Gijs Groenteman in Klein Bellevue), Het Nieuwe Lied (Nederlandstalig muziekprogramma in Klein Bellevue), Nachtgasten (improvisatietheater in de Grote Zaal) en Tekstsmederij (nieuwe Nederlandse toneelteksten in de Grote Zaal). Samen met Ostade A'dam en Jeugdtheater De Krakeling organiseert Theater Bellevue het jaarlijkse Pop Arts Festival, een festival met een programmering van poppen- en objecttheater. Het theater participeert tevens in enkele festivals, zoals het Holland Festival, Het Theaterfestival, Amsterdam Fringe Festival en Julidans.